# شهرستان واشینگتن (کلرادو)
شهرستان واشینگتن، کلرادو (به انگلیسی: Washington County, Colorado) یک سکونتگاه مسکونی در ایالات متحده آمریکا است که در کلرادو واقع شده‌است.

## خصوصیات
شهرستان واشینگتن ۶٬۵۳۷٫۱۷ کیلومترمربع مساحت دارد.